# (486003) 2012 OG1
(486003) 2012 OG1 es un asteroide que forma parte del cinturón interior de asteroides, descubierto el 20 de junio de 2012 por el equipo del Spacewatch desde el Observatorio Nacional de Kitt Peak, Arizona, Estados Unidos.

## Designación y nombre
Designado provisionalmente como 2012 OG1.

## Características orbitales
2012 OG1 está situado a una distancia media del Sol de 1,934 ua, pudiendo alejarse hasta 2,051 ua y acercarse hasta 1,817 ua. Su excentricidad es 0,060 y la inclinación orbital 23,314 grados. Emplea 982,44 días en completar una órbita alrededor del Sol.

## Características físicas
La magnitud absoluta de 2012 OG1 es 18,09.